# Saussurella curticornus
Saussurella curticornus är en insektsart som beskrevs av Hancock, J.L. 1912. Saussurella curticornus ingår i släktet Saussurella och familjen torngräshoppor. Inga underarter finns listade i Catalogue of Life.